# Sheldon-beoordelingsschaal
De Sheldon beoordelingsschaal (in het Engels Sheldon grading scale) is in de numismatiek een tabel bestaande uit minimaal een dertigtal kwaliteitsaanduidingen genummerd van 1 tot en met 70 om de staat van bewaring van munten en bankbiljetten te bepalen. Het wordt vooral gehanteerd in de Verenigde Staten en Canada maar ook internationaal wordt dit algemeen aanvaard.

## Geschiedenis
In 1948 publiceerde Dr. William Herbert Sheldon, Jr. een artikel waarbij hij een puntensysteem van 1 tot en met 70 introduceerde voor de "Early American Cents". Het was oorspronkelijk gedoeld om de waarde hiermee te bepalen. Het idee was dat nummer 12 letterlijk 12 keer meer waard zou zijn dan nummer 1. Dan zou een perfecte staat zo'n 70 keer meer waarde hebben dan in de slechtste staat. Deze regel kwam uiteindelijk niet tot zijn recht, waarna het puntensysteem in 1949 werd herontworpen om de kwaliteit in kaart te brengen. Dit had succes en wordt tot op vandaag nog steeds gehanteerd.

## Uitvoeringskwaliteit
Elke kwaliteitsaanduiding bevat twee of drie letters gevolgd door een cijfer, behalve voor bankbiljetten vanaf het nummer 64. De letters representeren een munt ofwel een bankbiljet in een bepaalde uitvoeringskwaliteit. Zo slaan munthuizen type munten in verschillende muntkwaliteiten en drukkerijen drukken hun bankbriefjes met verschillende papierkwaliteiten. Om dit aan te duiden wordt de volgende tabel gebruikt:
| Muntslag              | Afkorting | Hoedanigheid                                                   |
| --------------------- | --------- | -------------------------------------------------------------- |
| Mint State            | MS        | Bij circulatiemunten of omloopmunten                           |
| Proof                 | PR        | Bij verzamelaarsmunten                                         |
| Specimen              | SP        | Speciaal voor USA-proofmunten uit 1792-1816                    |
| Premium Paper Quality | PPQ       | Bij Bankbiljetten met kwaliteitspapier. Enkel 70 tot en met 65 |

## Kwaliteitsaanduiding
De volledige genummerde lijst met alle standaard Kwaliteitsaanduidingen ziet er als volgt uit:
| Indeling                  | Schaal            |
| ------------------------- | ----------------- |
| Perfect Uncirculated      | MS-70             |
| Supreme Gem Uncirculated  | PPQ-70            |
| Superb Gem Uncirculated   | MS-69, 68, 67     |
| Gem Uncirculated          | MS-66, 65         |
| Choice Uncirculated       | MS-64             |
| Select Uncirculated       | MS-63             |
| Uncirculated              | MS-62, 61, 60     |
| About/Almost Uncirculated | AU50, 53, 55, 58  |
| Extra/Extremely Fine      | XF-40, 45 (of EF) |
| Very Fine                 | VF-20, 25, 30, 35 |
| Fine                      | F-12, 15          |
| Very Good                 | VG-8, 10          |
| Good                      | G-4, 6            |
| About/Almost Good         | AG-3              |
| Fair                      | FR-2              |
| Poor                      | PO-1              |

## Deelkwaliteitsaanduiding
Wanneer een muntstuk uitzonderlijk mooi oogt, mag er een plusteken na het nummer worden geplaatst. Dit kan bijvoorbeeld voor patina of als beide kanten even mooi blijken te zijn, wat uitzonderlijk is. Alleen kwaliteitsaanduidingen tussen XF-45 tot en met MS-68 kan een plus krijgen zoals AU50+. Dit geldt enkel voor de volgende nummers: 45, 50, 53, 55, 58, 62, 63, 64, 65, 66, 67 en 68. Deze uitbreiding is optioneel en niet standaard.